# Brasil en los Juegos Olímpicos de Berlín 1936
Brasil estuvo representado en los Juegos Olímpicos de Berlín 1936 por un total de 73 deportistas, 67 hombres y 6 mujeres, que compitieron en 9 deportes.
El portador de la bandera en la ceremonia de apertura fue el atleta Sylvio de Magalhães Padilha. El equipo olímpico brasileño no obtuvo ninguna medalla en estos Juegos.